# Puchar Europy Mistrzów Klubowych w piłce siatkowej (1999/2000)
Puchar Europy Mistrzów Krajowych siatkarzy 1999/2000 (oficjalna nazwa: European Champion Clubs' Cup 1999/2000) – 41. edycja Pucharu Europy Mistrzów Krajowych, zorganizowana przez Europejską Konfederację Piłki Siatkowej (CEV) w ramach europejskich pucharów dla 32 męskich klubowych zespołów siatkarskich "starego kontynentu".

## System rozgrywek
Rywalizacja w fazie kwalifikacyjnej toczyła się w parach na zasadzie dwumeczów (mecz i rewanż) "systemem pucharowym" (gorszy odpada). Przegrani I rundy kwalifikacyjnej zostali przesunięci do II rundy Pucharu CEV. W fazie głównej, zwycięzcy par kwalifikacyjnych dołączyli do drużyn rozstawionych w grupach A i B, po osiem zespołów w każdej. Po dwie najlepsze ekipy każdej z grup awansowały do turnieju finałowego, który rozegrany został w dniach 18-19 marca 2000 w hali PalaVerde w Villorba (Włochy), a jego organizatorem-gospodarzem był Sisley Treviso.
Według regulaminu o zwycięstwie w dwumeczu decydowały kolejno:
1. liczba wygranych meczów,
2. liczba wygranych setów,
3. liczba zdobytych małych punktów.

## Drużyny uczestniczące
| Państwo                          | Drużyny                        |
| Drużyny grające od I rundy       | Drużyny grające od I rundy     |
| -------------------------------- | ------------------------------ |
| Białoruś                         | Kommunalnik Grodno             |
| Bośnia i Hercegowina             | OK Brčko                       |
| Bułgaria                         | Lewski Siconco Sofia           |
| Cypr                             | Nea Salamina Famagusta         |
| Dania                            | Gentofte Volley                |
| Finlandia                        | Keski-Savon Pateri Varkaus     |
| Izrael                           | Hapoel Tivol Mate Asher        |
| Luksemburg                       | VC Mamer                       |
| Norwegia                         | Mosjøen VBK                    |
| Rumunia                          | Elcond Zalău                   |
| San Marino                       | La Fiorita Montegiardino       |
| Szwajcaria                       | Concordia MTV Näfels           |
| Ukraina                          | Dorożnik-SKA Odessa            |
| Węgry                            | Pini Kaposvár                  |
| Drużyny grające od II rundy      |                                |
| Austria                          | Bayernwerk Wiedeń              |
| Chorwacja                        | HAOK Mladost Zagrzeb           |
| Grecja                           | Olympiakos SF Pireus           |
| Holandia                         | Piet Zoomers/D Apeldoorn       |
| Jugosławia                       | Vojvodina Nowy Sad             |
| Polska                           | AZS Częstochowa                |
| Portugalia                       | SC Espinho                     |
| Słowacja                         | VKP Bratysława                 |
| Słowenia                         | Salonit Anhovo Kanal           |
| Drużyny grające od fazy grupowej |                                |
| Belgia                           | Noliko Maaseik                 |
| Czechy                           | Fatra Zlín                     |
| Francja                          | Stade Poitevin Volley-Ball Pro |
| Hiszpania                        | Numancia Caja Duero Soria      |
| Niemcy                           | VfB Friedrichshafen            |
| Rosja                            | Izumrud Jekaterynburg          |
| Turcja                           | Netas Stambuł                  |
| Włochy                           | Sisley Treviso                 |

## Faza kwalifikacyjna

### I runda
| Data       | Drużyna 1                  | Wynik | Drużyna 2                  | Sety                              |
| ---------- | -------------------------- | ----- | -------------------------- | --------------------------------- |
| 02.10.1999 | Nea Salamina Famagusta     | 3:0   | La Fiorita Montegiardino   | 25:19, 25:19, 25:23               |
| 09.10.1999 | La Fiorita Montegiardino   | 3:0   | Nea Salamina Famagusta     | 25:21, 25:23, 25:23               |
|            |                            |       |                            |                                   |
| 03.10.1999 | Lewski Siconco Sofia       | 3:0   | OK Brčko                   | 25:6, 25:15, 25:16                |
| 09.10.1999 | OK Brčko                   | 0:3   | Lewski Siconco Sofia       | 27:29, 13:25, 18:25               |
|            |                            |       |                            |                                   |
| 02.10.1999 | Keski-Savon Pateri Varkaus | 3:0   | Kommunalnik Grodno         | 25:17, 25:22, 25:21               |
| 09.10.1999 | Kommunalnik Grodno         | 3:1   | Keski-Savon Pateri Varkaus | 22:25, 25:21, 25:18, 25:22        |
|            |                            |       |                            |                                   |
| 03.10.1999 | Elcond Zalău               | 3:1   | Dorożnik-SKA Odessa        | 25:11, 18:25, 25:23, 25:16        |
| 10.10.1999 | Dorożnik-SKA Odessa        | 3:0   | Elcond Zalău               | 25:18, 25:16, 25:15               |
|            |                            |       |                            |                                   |
| 02.10.1999 | Mosjøen VBK                | 3:0   | Gentofte Volley            | 25:18, 25:22, 25:16               |
| 09.10.1999 | Gentofte Volley            | 3:1   | Mosjøen VBK                | 25:23, 22:25, 25:21, 25:19        |
|            |                            |       |                            |                                   |
| 02.10.1999 | Concordia MTV Näfels       | 3:0   | VC Mamer                   | 25:18, 25:13, 25:18               |
| 09.10.1999 | VC Mamer                   | 0:3   | Concordia MTV Näfels       | 19:25, 17:25, 15:25               |
|            |                            |       |                            |                                   |
| 09.10.1999 | Pini Kaposvár              | 2:3   | Hapoel Tivol Mate Asher    | 25:17, 25:20, 22:25, 22:25, 13:15 |
| 10.10.1999 | Pini Kaposvár              | 0:3   | Hapoel Tivol Mate Asher    | 29:31, 19:25, 24:26               |

### II runda
| Data       | Drużyna 1                  | Wynik | Drużyna 2                  | Sety                       |
| ---------- | -------------------------- | ----- | -------------------------- | -------------------------- |
| 04.12.1999 | Bayernwerk Wiedeń          | 3:0   | Nea Salamina Famagusta     | 25:13, 25:13, 25:17        |
| 11.12.1999 | Nea Salamina Famagusta     | 1:3   | Bayernwerk Wiedeń          | 19:25, 18:25, 25:14, 12:25 |
|            |                            |       |                            |                            |
| 04.12.1999 | Lewski Siconco Sofia       | 3:0   | Salonit Anhovo Kanal       | 25:18, 25:23, 40:38        |
| 11.12.1999 | Salonit Anhovo Kanal       | 3:1   | Lewski Siconco Sofia       | 24:26, 25:23, 25:19, 25:17 |
|            |                            |       |                            |                            |
| 04.12.1999 | Vojvodina Nowy Sad         | 3:0   | Keski-Savon Pateri Varkaus | 25:20, 25:23, 25:19        |
| 11.12.1999 | Keski-Savon Pateri Varkaus | 3:0   | Vojvodina Nowy Sad         | 25:21, 25:19, 25:17        |
|            |                            |       |                            |                            |
| 04.12.1999 | Dorożnik-SKA Odessa        | 3:1   | AZS Częstochowa            | 25:20, 21:25, 25:19, 25:22 |
| 11.12.1999 | AZS Częstochowa            | 3:0   | Dorożnik-SKA Odessa        | 25:19, 25:22, 26:24        |
|            |                            |       |                            |                            |
| 04.12.1999 | Piet Zoomers/D Apeldoorn   | 3:0   | Mosjøen VBK                | 25:16, 25:15, 25:15        |
| 11.12.1999 | Mosjøen VBK                | 0:3   | Piet Zoomers/D Apeldoorn   | 19:25, 18:25, 13:25        |
|            |                            |       |                            |                            |
| 04.12.1999 | Concordia MTV Näfels       | 3:0   | VKP Bratysława             | 25:18, 25:18, 25:21        |
| 05.12.1999 | Concordia MTV Näfels       | 0:3   | VKP Bratysława             | 17:25, 15:25, 15:25        |
|            |                            |       |                            |                            |
| 05.12.1999 | Olympiakos SF Pireus       | 3:0   | Pini Kaposvár              | 25:14, 25:16, 25:15        |
| 11.12.1999 | Pini Kaposvár              | 1:3   | Olympiakos SF Pireus       | 21:25, 21:25, 25:20, 18:25 |
|            |                            |       |                            |                            |
| 10.12.1999 | SC Espinho                 | 0:3   | HAOK Mladost Zagrzeb       | 22:25, 21:25, 16:25        |
| 12.12.1999 | SC Espinho                 | 3:0   | HAOK Mladost Zagrzeb       | 25:15, 25:15, 25:18        |

## Faza grupowa

### Grupa A
Wyniki
| Data       | Drużyna 1                      | Wynik | Drużyna 2                      | Sety                              |
| ---------- | ------------------------------ | ----- | ------------------------------ | --------------------------------- |
| 12.01.2000 | Keski-Savon Pateri Varkaus     | 0:3   | Sisley Treviso                 | 13:25, 18:25, 22:25               |
| 12.01.2000 | Piet Zoomers/D Apeldoorn       | 1:3   | VfB Friedrichshafen            | 24:26, 22:25, 25:23, 22:25        |
| 12.01.2000 | Concordia MTV Näfels           | 3:0   | Numancia Caja Duero Soria      | 25:18, 26:24, 25:19               |
| 13.01.2000 | Olympiakos SF Pireus           | 3:0   | Stade Poitevin Volley-Ball Pro | 25:16, 25:19, 25:20               |
|            |                                |       |                                |                                   |
| 19.01.2000 | Olympiakos SF Pireus           | 3:2   | Piet Zoomers/D Apeldoorn       | 23:25, 25:18, 25:17, 24:26, 15:11 |
| 18.01.2000 | Stade Poitevin Volley-Ball Pro | 1:3   | Sisley Treviso                 | 20:25, 32:30, 19:25, 10:25        |
| 19.01.2000 | VfB Friedrichshafen            | 3:0   | Concordia MTV Näfels           | 25:16, 25:18, 25:15               |
| 19.01.2000 | Numancia Caja Duero Soria      | 3:0   | Keski-Savon Pateri Varkaus     | 26:24, 25:22, 25:19               |
|            |                                |       |                                |                                   |
| 26.01.2000 | Keski-Savon Pateri Varkaus     | 1:3   | VfB Friedrichshafen            | 19:25, 18:25, 26:24, 17:25        |
| 26.01.2000 | Piet Zoomers/D Apeldoorn       | 3:0   | Stade Poitevin Volley-Ball Pro | 25:21, 25:18, 26:24               |
| 26.01.2000 | Concordia MTV Näfels           | 0:3   | Olympiakos SF Pireus           | 25:27, 19:25, 17:25               |
| 26.01.2000 | Sisley Treviso                 | 3:0   | Numancia Caja Duero Soria      | 25:22, 25:20, 25:14               |
|            |                                |       |                                |                                   |
| 02.02.2000 | Piet Zoomers/D Apeldoorn       | 3:0   | Concordia MTV Näfels           | 27:25, 25:18, 25:23               |
| 02.02.2000 | VfB Friedrichshafen            | 0:3   | Sisley Treviso                 | 26:28, 23:25, 22:25               |
| 03.02.2000 | Olympiakos SF Pireus           | 3:0   | Keski-Savon Pateri Varkaus     | 25:21, 25:16, 25:12               |
| 03.02.2000 | Stade Poitevin Volley-Ball Pro | 3:2   | Numancia Caja Duero Soria      | 17:25, 23:25, 25:23, 25:21, 15:11 |
|            |                                |       |                                |                                   |
| 09.02.2000 | Keski-Savon Pateri Varkaus     | 0:3   | Piet Zoomers/D Apeldoorn       | 22:25, 24:26, 20:25               |
| 09.02.2000 | Concordia MTV Näfels           | 2:3   | Stade Poitevin Volley-Ball Pro | 18:25, 34:32, 25:11, 18:25, 14:16 |
| 09.02.2000 | Numancia Caja Duero Soria      | 0:3   | VfB Friedrichshafen            | 18:25, 20:25, 22:25               |
| 09.02.2000 | Sisley Treviso                 | 3:0   | Olympiakos SF Pireus           | 25:18, 25:22, 25:19               |
|            |                                |       |                                |                                   |
| 16.02.2000 | Piet Zoomers/D Apeldoorn       | 1:3   | Sisley Treviso                 | 22:25, 21:25, 25:22, 23:25        |
| 16.02.2000 | Stade Poitevin Volley-Ball Pro | 1:3   | VfB Friedrichshafen            | 25:18, 22:25, 17:25, 22:25        |
| 16.02.2000 | Concordia MTV Näfels           | 0:3   | Keski-Savon Pateri Varkaus     | 23:25, 21:25, 16:25               |
| 17.02.2000 | Olympiakos SF Pireus           | 3:0   | Numancia Caja Duero Soria      | 25:20, 25:14, 25:15               |
|            |                                |       |                                |                                   |
| 23.02.2000 | Keski-Savon Pateri Varkaus     | 2:3   | Stade Poitevin Volley-Ball Pro | 22:25, 17:25, 25:20, 25:23, 11:15 |
| 23.02.2000 | VfB Friedrichshafen            | 3:2   | Olympiakos SF Pireus           | 25:21, 19:25, 20:25, 25:16, 15:12 |
| 23.02.2000 | Numancia Caja Duero Soria      | 3:0   | Piet Zoomers/D Apeldoorn       | 26:24, 34:32, 25:22               |
| 23.02.2000 | Sisley Treviso                 | 3:0   | Concordia MTV Näfels           | 25:14, 25:19, 26:24               |

Tabela
| Lp. | Drużyna                        | Pkt | Mecze | Mecze | Mecze | Sety | Sety | Sety   | Małe punkty | Małe punkty | Małe punkty |
| Lp. | Drużyna                        | Pkt | M     | W     | P     | wyg. | prz. | ratio  | zdob.       | str.        | ratio       |
| --- | ------------------------------ | --- | ----- | ----- | ----- | ---- | ---- | ------ | ----------- | ----------- | ----------- |
| 1   | Sisley Treviso                 | 14  | 7     | 7     | 0     | 21   | 2    | 10.500 | 581         | 468         | 1.241       |
| 2   | VfB Friedrichshafen            | 13  | 7     | 6     | 1     | 18   | 8    | 2.250  | 616         | 545         | 1.130       |
| 3   | Olympiakos SF Pireus           | 12  | 7     | 5     | 2     | 17   | 8    | 2.125  | 572         | 490         | 1.167       |
| 4   | Piet Zoomers/D Apeldoorn       | 10  | 7     | 3     | 4     | 13   | 12   | 1.083  | 588         | 588         | 1.000       |
| 5   | Stade Poitevin Volley-Ball Pro | 10  | 7     | 3     | 4     | 11   | 18   | 0.611  | 607         | 663         | 0.916       |
| 6   | Numancia Caja Duero Soria      | 9   | 7     | 2     | 5     | 8    | 15   | 0.533  | 492         | 549         | 0.896       |
| 7   | Keski-Savon Pateri Varkaus     | 8   | 7     | 1     | 6     | 6    | 18   | 0.333  | 488         | 569         | 0.858       |
| 8   | Concordia MTV Näfels           | 8   | 7     | 1     | 6     | 5    | 18   | 0.278  | 478         | 550         | 0.869       |

Źródło: 
Zasady ustalania kolejności: 1. liczba zdobytych punktów; 2. wyższy stosunek setów; 3. wyższy stosunek małych punktów.
Punktacja: zwycięstwo – 2 pkt; porażka – 1 pkt

### Grupa B
Wyniki
| Data       | Drużyna 1             | Wynik | Drużyna 2             | Sety                              |
| ---------- | --------------------- | ----- | --------------------- | --------------------------------- |
| 11.01.2000 | SC Espinho            | 3:0   | Fatra Zlin            | 25:23, 25:19, 26:24               |
| 12.01.2000 | Bayernwerk Wien       | 3:0   | Netas Stambuł         | 25:15, 25:13, 25:15               |
| 12.01.2000 | AZS Częstochowa       | 3:2   | Izumrud Jekaterynburg | 21:25, 25:22, 25:23, 22:25, 15:13 |
| 15.01.2000 | Lewski Siconco Sofia  | 0:3   | Noliko Maaseik        | 23:25, 19:25, 22:25               |
|            |                       |       |                       |                                   |
| 19.01.2000 | Netas Stambuł         | 2:3   | SC Espinho            | 25:21, 22:25, 25:15, 22:25, 12:15 |
| 19.01.2000 | AZS Częstochowa       | 3:1   | Lewski Siconco Sofia  | 25:16, 25:21, 21:25, 25:18        |
| 19.01.2000 | Noliko Maaseik        | 1:3   | Bayernwerk Wiedeń     | 25:18, 23:25, 23:25, 21:25        |
| 20.01.2000 | Izumrud Jekaterynburg | 3:0   | Fatra Zlin            | 25:17, 25:15, 25:19               |
|            |                       |       |                       |                                   |
| 26.01.2000 | Fatra Zlin            | 3:1   | Netas Stambuł         | 25:15, 25:15, 22:25, 25:16        |
| 26.01.2000 | Bayernwerk Wiedeń     | 3:0   | AZS Częstochowa       | 26:24, 25:22, 25:19               |
| 27.01.2000 | Lewski Siconco Sofia  | 3:1   | Izumrud Jekaterynburg | 25:18, 25:19, 22:25, 25:17        |
| 27.01.2000 | SC Espinho            | 1:3   | Noliko Maaseik        | 16:25, 24:26, 25:17, 19:25        |
|            |                       |       |                       |                                   |
| 02.02.2000 | Izumrud Jekaterynburg | 3:0   | Netas Stambuł         | 25:17, 25:10, 25:15               |
| 02.02.2000 | Lewski Siconco Sofia  | 2:3   | Bayernwerk Wiedeń     | 31:33, 25:20, 18:25, 34:32, 10:15 |
| 02.02.2000 | AZS Częstochowa       | 3:2   | SC Espinho            | 29:27, 23:25, 23:25, 25:21, 15:13 |
| 02.02.2000 | Noliko Maaseik        | 3:0   | Fatra Zlin            | 26:24, 25:23, 26:24               |
|            |                       |       |                       |                                   |
| 08.02.2000 | SC Espinho            | 1:3   | Lewski Siconco Sofia  | 23:25, 22:25, 25:14, 22:25        |
| 09.02.2000 | Netas Stambuł         | 0:3   | Noliko Maaseik        | 17:25, 25:27, 20:25               |
| 09.02.2000 | Fatra Zlin            | 2:3   | AZS Częstochowa       | 18:25, 23:25, 25:20, 25:14, 13:15 |
| 09.02.2000 | Bayernwerk Wiedeń     | 3:2   | Izumrud Jekaterynburg | 25:19, 20:25, 25:21, 19:25, 15:9  |
|            |                       |       |                       |                                   |
| 16.02.2000 | Izumrud Jekaterynburg | 1:3   | Noliko Maaseik        | 25:22, 23:25, 21:25, 19:25        |
| 16.02.2000 | Levski Siconco Sofia  | 3:0   | Fatra Zlin            | 25:13, 25:19, 25:17               |
| 16.02.2000 | AZS Częstochowa       | 3:0   | Netas Stambuł         | 25:16, 25:19, 25:14               |
| 16.02.2000 | Bayernwerk Wiedeń     | 3:2   | SC Espinho            | 22:25, 25:18, 25:23, 19:25, 15:6  |
|            |                       |       |                       |                                   |
| 23.02.2000 | Netas Stambuł         | 0:3   | Lewski Siconco Sofia  | 14:25, 18:25, 21:25               |
| 23.02.2000 | Fatra Zlin            | 3:2   | Bayernwerk Wiedeń     | 20:25, 25:20, 25:22, 13:25, 16:14 |
| 23.02.2000 | Noliko Maaseik        | 3:1   | AZS Częstochowa       | 25:19, 25:23, 18:25, 25:23        |
| 23.02.2000 | SC Espinho            | 0:3   | Izumrud Jekaterynburg | 15:25, 16:25, 21:25               |

Tabela
| Lp. | Drużyna               | Pkt | Mecze | Mecze | Mecze | Sety | Sety | Sety  | Małe punkty | Małe punkty | Małe punkty |
| Lp. | Drużyna               | Pkt | M     | W     | P     | wyg. | prz. | ratio | zdob.       | str.        | ratio       |
| --- | --------------------- | --- | ----- | ----- | ----- | ---- | ---- | ----- | ----------- | ----------- | ----------- |
| 1   | Noliko Maaseik        | 13  | 7     | 6     | 1     | 19   | 6    | 3.167 | 604         | 552         | 1.094       |
| 2   | Bayernwerk Wiedeń     | 13  | 7     | 6     | 1     | 20   | 10   | 2.000 | 685         | 613         | 1.117       |
| 3   | AZS Częstochowa       | 12  | 7     | 5     | 2     | 16   | 13   | 1.231 | 648         | 621         | 1.043       |
| 4   | Lewski Siconco Sofia  | 11  | 7     | 4     | 3     | 15   | 11   | 1.364 | 598         | 569         | 1.051       |
| 5   | Izumrud Jekaterynburg | 10  | 7     | 3     | 4     | 15   | 12   | 1.250 | 599         | 551         | 1.087       |
| 6   | SC Espinho            | 9   | 7     | 2     | 5     | 12   | 17   | 0.706 | 613         | 650         | 0.943       |
| 7   | Fatra Zlín            | 9   | 7     | 2     | 5     | 8    | 18   | 0.444 | 537         | 579         | 0.927       |
| 8   | Netas Stambuł         | 7   | 7     | 0     | 7     | 3    | 21   | 0.143 | 426         | 575         | 0.741       |

Źródło: 
Zasady ustalania kolejności: 1. liczba zdobytych punktów; 2. wyższy stosunek setów; 3. wyższy stosunek małych punktów.
Punktacja: zwycięstwo – 2 pkt; porażka – 1 pkt

## Final Four
Turniej rozgrywany w hali PalaVerde w Villorba (Włochy), którego organizatorem-gospodarzem był Sisley Treviso.

### Półfinały
| Data       | Drużyna 1           | Wynik | Drużyna 2         | Sety                       |
| ---------- | ------------------- | ----- | ----------------- | -------------------------- |
| 18.03.2000 | Sisley Treviso      | 3:0   | Bayernwerk Wiedeń | 25:17, 25:13, 28:26        |
| 18.03.2000 | VfB Friedrichshafen | 3:1   | Noliko Maaseik    | 25:21, 25:18, 29:31, 25:16 |

### Mecz o 3. miejsce
| Data       | Drużyna 1         | Wynik | Drużyna 2      | Sety                              |
| ---------- | ----------------- | ----- | -------------- | --------------------------------- |
| 19.03.2000 | Bayernwerk Wiedeń | 2:3   | Noliko Maaseik | 25:23, 20:25, 18:25, 25:23, 13:15 |

### Finał
| Data       | Drużyna 1      | Wynik | Drużyna 2           | Sety                       |
| ---------- | -------------- | ----- | ------------------- | -------------------------- |
| 19.03.2000 | Sisley Treviso | 3:1   | VfB Friedrichshafen | 25:21, 25:20, 23:25, 25:15 |

## Klasyfikacja końcowa
| Miejsce | Drużyna             |
| ------- | ------------------- |
| złoto   | Sisley Treviso      |
| srebro  | VfB Friedrichshafen |
| brąz    | Noliko Maaseik      |
| 4.      | Bayernwerk Wiedeń   |